# Albert Guyot (pilote)
Pour les articles homonymes, voir Albert Guyot et Guyot.

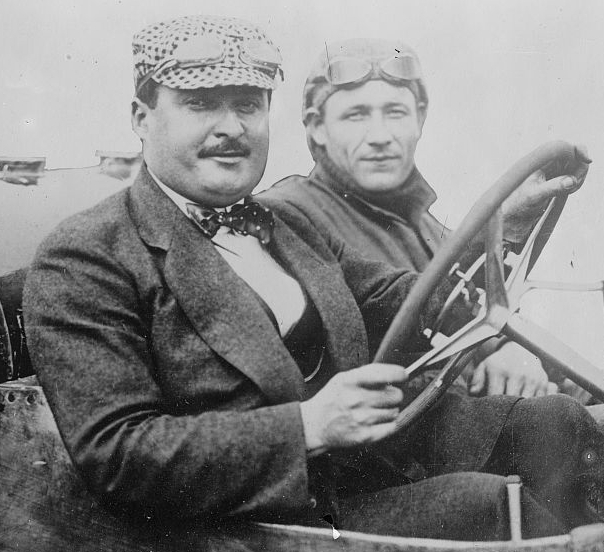
Albert Guyot à Indianapolis sur Delage 6.2 L. (mécanicien Achille Secuws).

Albert Guyot, né le 25 décembre 1881 à Saint-Jean-de-Braye (Loiret) et mort le 24 mai 1947 à Neuilly-sur-Seine, est un pilote automobile français.

## Biographie
Sa carrière en course s'étale sur vingt ans de 1907 (Kaiser Preis) à 1927, lui permettant ainsi de conduire sur Picker-Janvier, Delage, Bignan, Rolland-Pilain, Ballot, Duesenberg, et Minerva. 
En 1908 il est vainqueur sur Delage du premier Grand Prix des voiturettes de Dieppe, long de 460 kilomètres (en 5 h 45, à plus de 80 km/h de moyenne, notamment devant Jules Goux et Georges Boillot) (organisé pour le GP de l'A.C.F. la même année).
Propriétaire d'un avion Blériot XI en 1909, alors qu'il connait personnellement Louis Blériot avec lequel il a volé en juin à Issy-les-Moulineaux, il part donner des exhibitions lors de meetings dans l'empire russe, notamment à Saint-Pétersbourg par très mauvais temps, et à Moscou par près de −20 °C.
À son retour il joue un rôle prépondérant dans la naissance de la Société française d’automobiles et d’aviation (SFA), en novembre 1910.
En 1913, il termine cinquième du Grand Prix de l'A.C.F. sur la nouvelle Type Y à quatre soupapes par cylindre de Delage.
En 1921, il remporte le Grand Prix de la Corse sur Bignan 3 L 4-cylindres, et en 1923 il s'impose au Grand Prix automobile de Saint-Sébastien sur Rolland-Pilain.
Il participera notamment à cinq reprises (sur sept inscriptions) aux 500 miles d'Indianapolis (en 1913, 1914, 1919, 1921, et 1926), terminant troisième de l'édition 1914 (les quatre premiers pilotes étant francophones, représentant aussi six des quinze premiers classés), ainsi que quatrième en 1913 et 1919.

## Galerie d'images

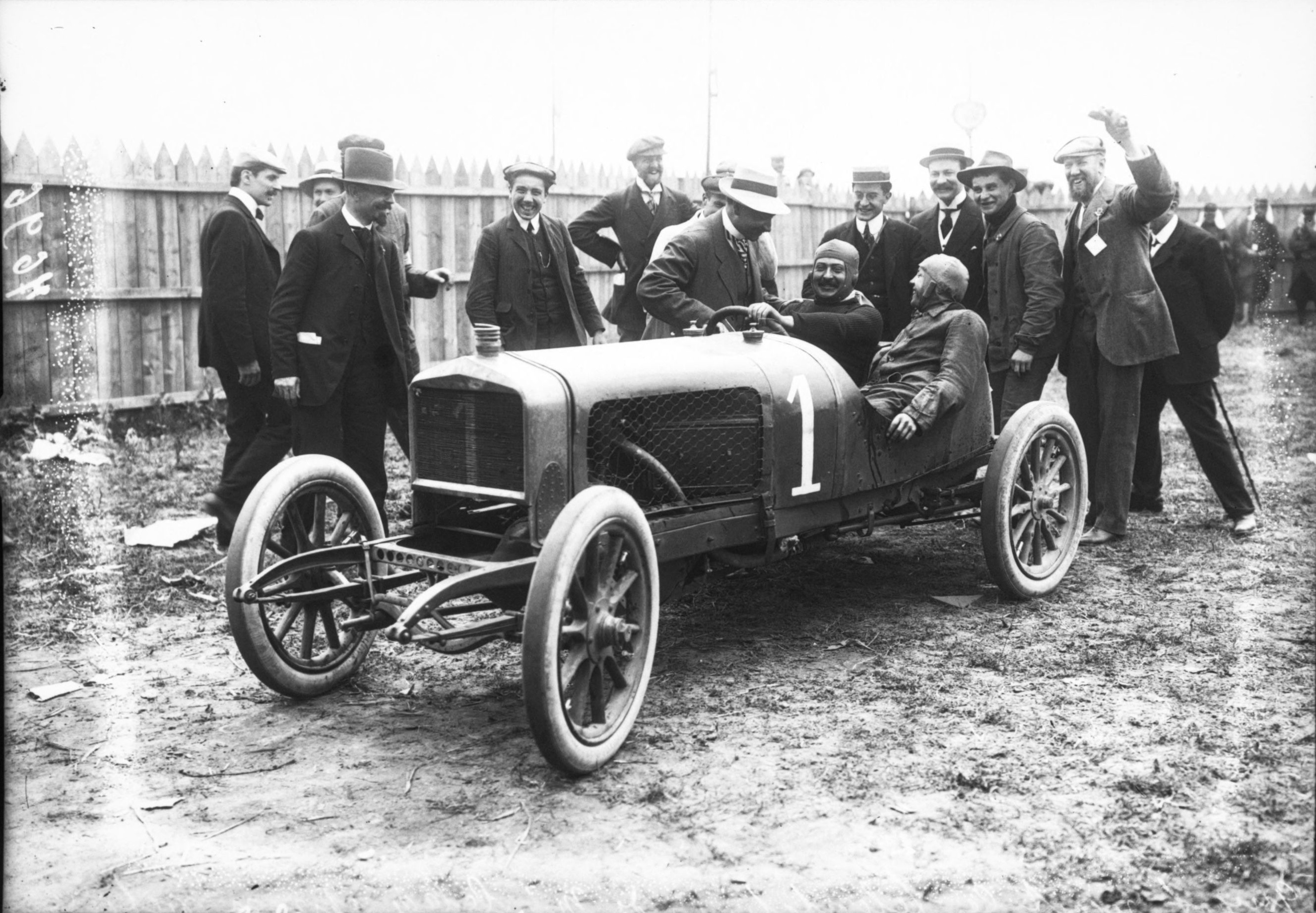
Albert Guyot vainqueur du GP des voiturettes de Dieppe, en 1908;
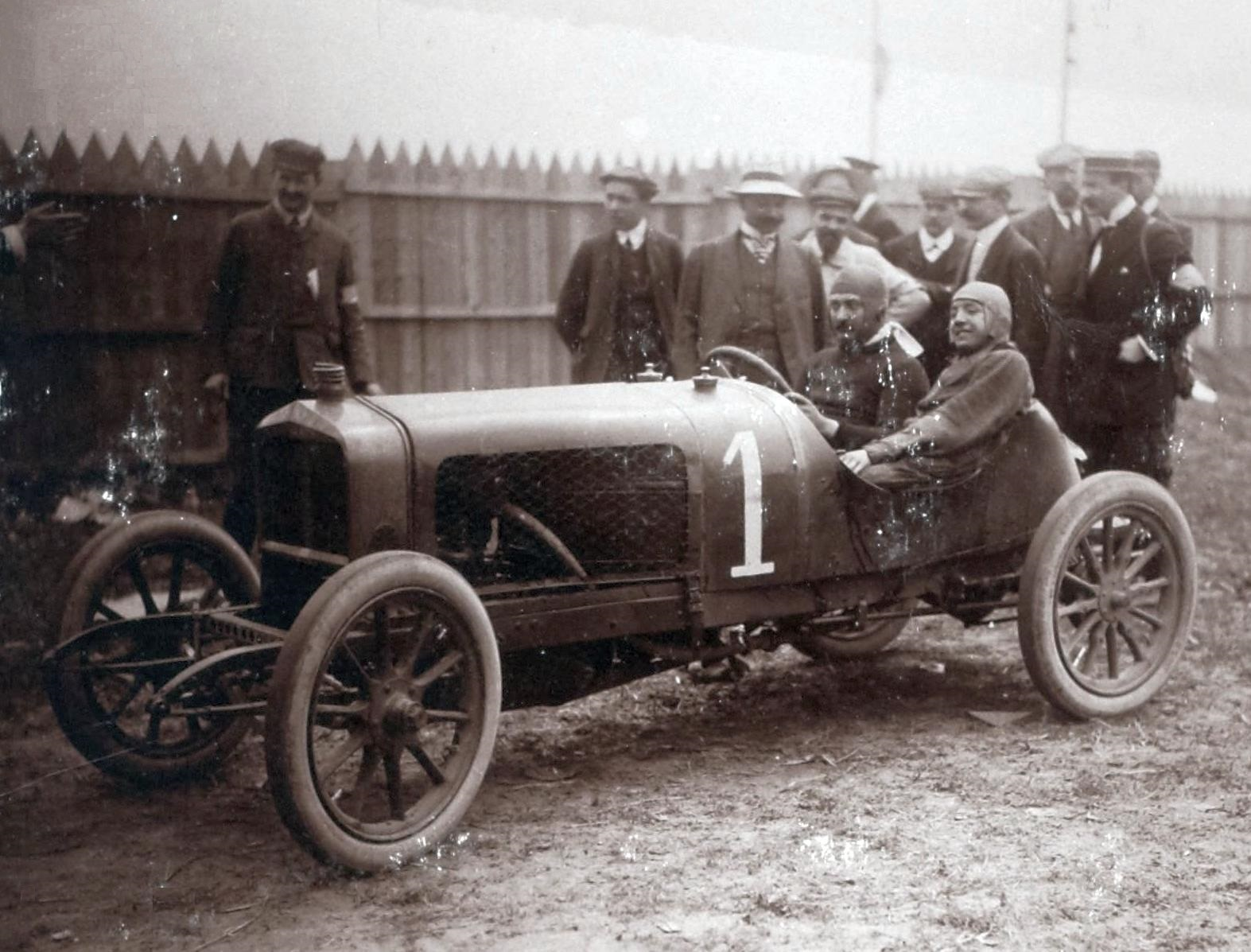
Victoire d'A. Guyot le 6 juillet 1908 au Grand Prix des Voiturettes (à l'occasion du Grand Prix de l'A.C.F. - autre vue);
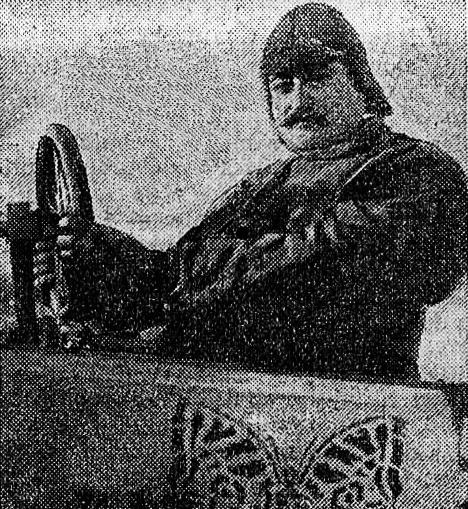
Albert Guyot dans son monoplan Antoinette (1913);
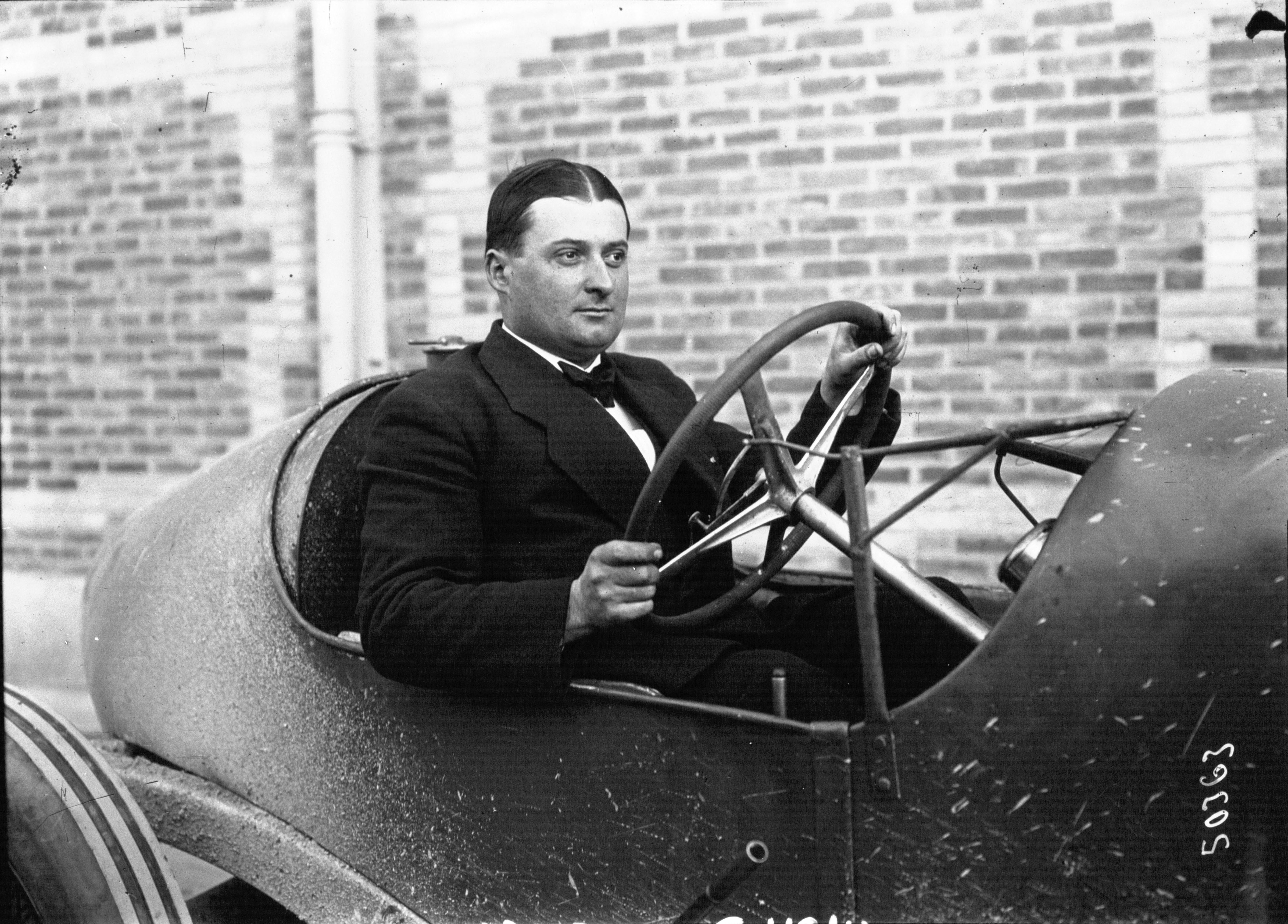
La Delage de Guyot au Grand Prix d'Indianapolis 1914 (3e);
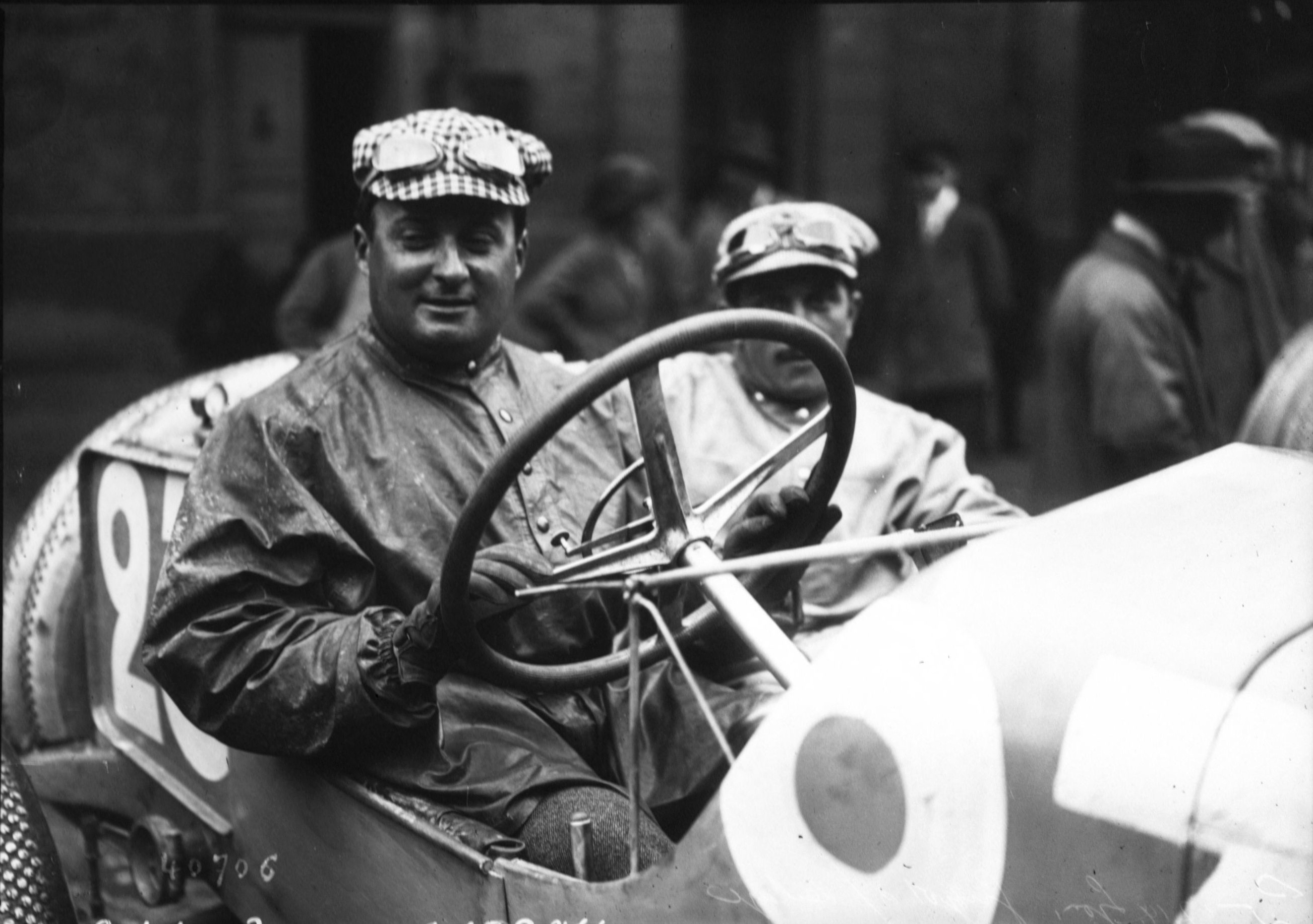
A. Guyot au Grand Prix de France 1914;
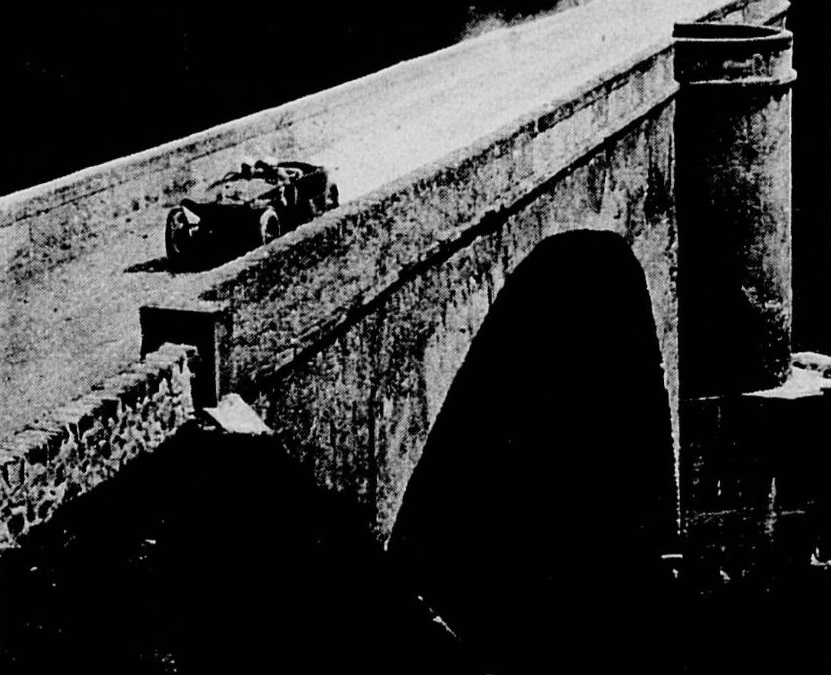
A. Guyot, vainqueur du circuit de la Corse touriste en 1921;
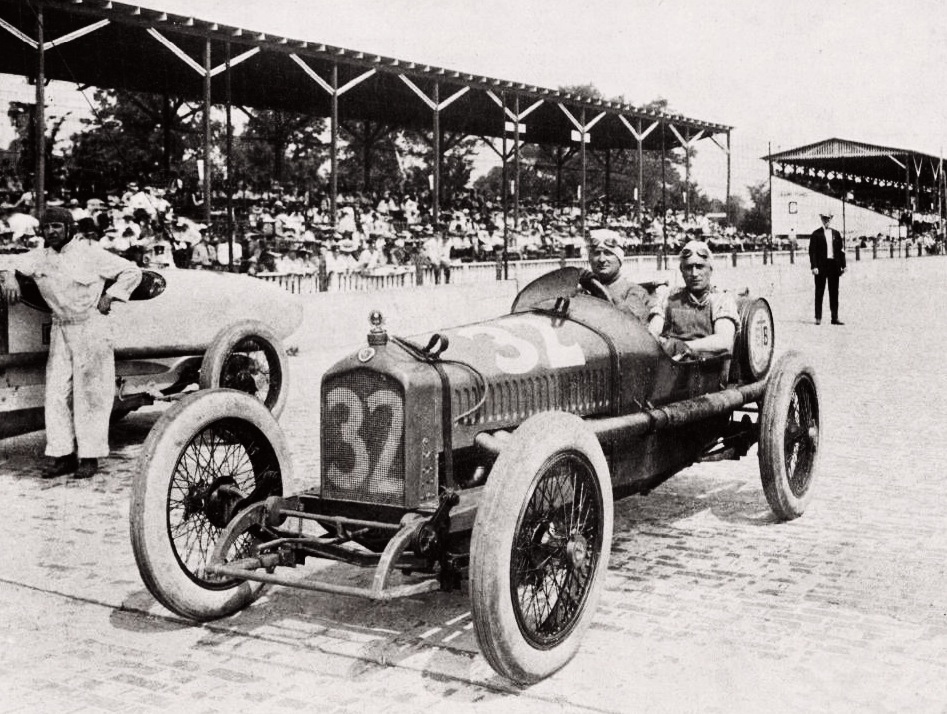
A. Guyot à Indianapolis en 1921, sur Duesenberg cette-fois (8e);
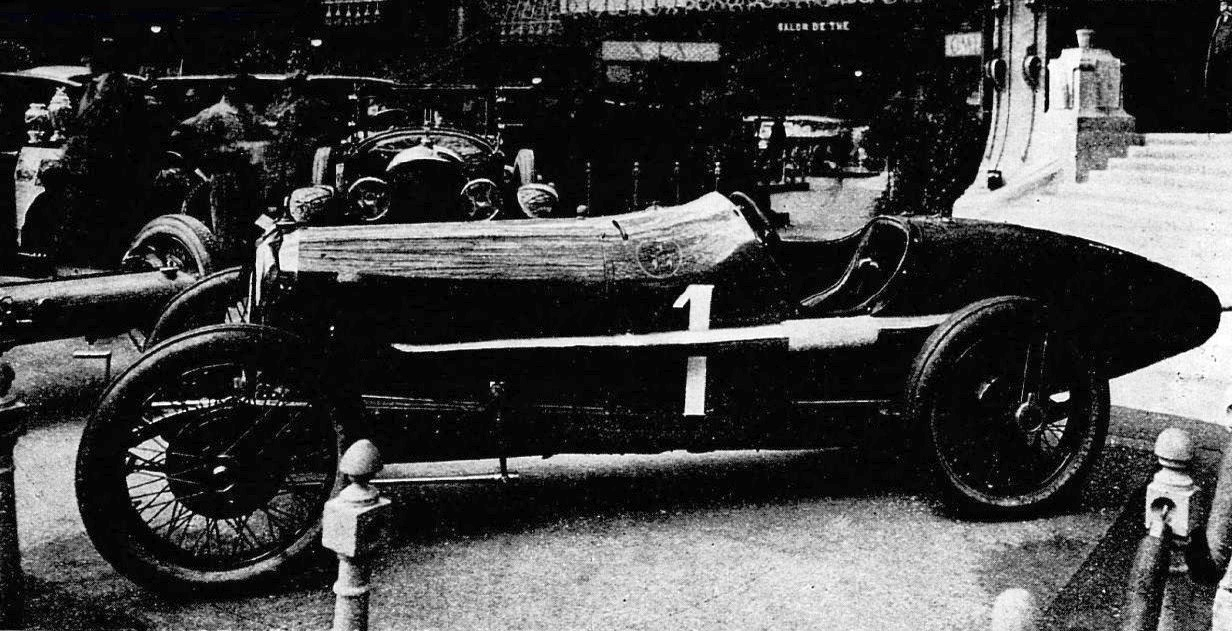
La Rolland-Pilain victorieuse du GP de Saint-Sébastien (coupe du Roi d'Espagne) en 1923 avec A. Guyot.